# Le Roman de Marguerite Gautier
Pour les articles homonymes, voir Camille.
Pour plus de détails, voir Fiche technique et Distribution.

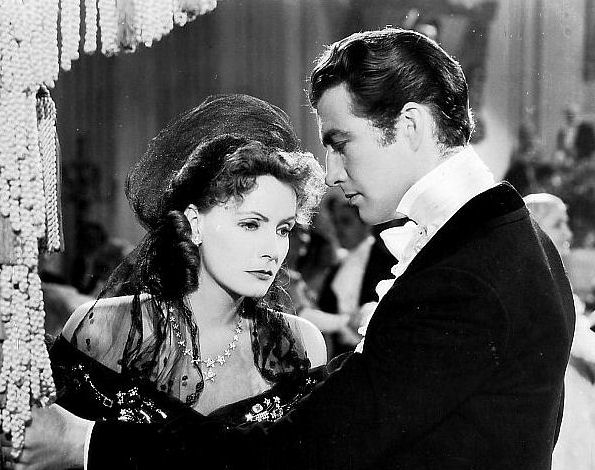
Greta Garbo et Robert Taylor.

Le Roman de Marguerite Gautier (titre original : Camille) est un film américain réalisé par George Cukor, sorti en 1936.
Il s'agit d'une adaptation de La Dame aux camélias d'Alexandre Dumas fils. Marguerite Gautier est interprétée par Greta Garbo et Armand Duval par Robert Taylor dont c'est l'un des premiers grands rôles à l'écran.

## Fiche technique
- Titre : Le Roman de Marguerite Gautier
- Titre original : Camille
- Réalisation : George Cukor
- Assistant-réalisateur (non crédité) : E. Mason Hopper (direction d'une séquence) et  Fred Zinnemann (non crédité)
- Scénario : Zoe Akins, Frances Marion et James Hilton d'après Le roman et la pièce La Dame aux camélias d'Alexandre Dumas fils
- Photographie : William H. Daniels et Karl Freund
- Montage : Margaret Booth
- Musique :  Herbert Stothart et Edward Ward, sur des thèmes de Giuseppe Verdi (tirés de La Traviata) et de Carl Maria von Weber (Invitation à la danse)
- Direction artistique : Cedric Gibbons
- Décors : Henry Grace et Jack D. Moore (non crédités)
- Costumes : Adrian
- Producteur : David Lewis (producteur associé), Bernard H. Hyman (non crédité) et Irving Thalberg (non crédité)
- Société de production : Metro-Goldwyn-Mayer
- Pays de production : États-Unis
- Genre : Mélodrame
- Format : Noir et blanc - Son : Mono (Western Electric Sound System)
- Durée : 109 minutes
- Dates de sortie : 
  - États-Unis : 12 décembre 1936 (première à Palm Springs), 1er janvier 1937 (sortie nationale)
  - France : 17 mars 1937

## Distribution
Les voix françaises indiquées ci-dessous correspondent au second doublage.
- Greta Garbo (VF : Nadine Alari) : Marguerite Gautier
- Robert Taylor (VF : Jean-François Calvé) : Armand Duval
- Lionel Barrymore (VF : Jacques Berlioz) : Monsieur Duval
- Elizabeth Allan (VF : Arlette Thomas) : Nichette, la fiancée
- Jessie Ralph (VF : Nelly Delmas) : Nanine, femme de chambre de Marguerite
- Henry Daniell (VF : Jacques Thébault) : Baron de Varville
- Lenore Ulric : Olympe
- Laura Hope Crews (VF : Lita Recio) : Prudence Duvernoy
- Rex O'Malley (VF : Philippe Mareuil) : Gaston

Et, parmi les acteurs non crédités :
- E. E. Clive : Saint-Gaudens
- Olaf Hytten (VF : Lucien Bryonne) : le croupier à la table de Baccara
- Joan Leslie : Marie Jeanette
- Ferdinand Munier (VF : Albert Montigny) : le prêtre du mariage de Nichette
- Barry Norton : Émile
- Lionel Pape : Le général
- Yorke Sherwood (VF : Henry Djanik) : le boucher du mariage
- Douglas Walton : Henri